# Джаха, Яо Леонард
Яо Леонард Джаха (фр. Jakha Yao Leonard; Маву, Кот-д’Ивуар) — ивуарийский футболист, полузащитник.

## Карьера

### Начало карьеры
Воспитанник ивуарийского клуба «АСЕК Мимозас». В начале 2021 года присоединился к молдавскому клубу «Суклея», за который за сезон успел провести 9 матчей в чемпионате, отличившись забитым голом. По окончании сезона летом 2021 года футболист покинул клуб. 

### «Сморгонь»
В июле 2021 года футболист присоединился к белорусскому клубу «Сморгонь». Дебютировал за клуб 25 июля 2021 года в матче против «Ислочи», выйдя на замену на 67 минуте. Сыграл за основной состав всего 2 матча и затем сразу же покинул сморгонский клуб. 

### «Мактаарал»
В начале 2022 года футболист находился в распоряжении белорусского клуба «Энергетик-БГУ», однако так и не был заявлен клубом. В июле 2022 года ивуарийский футболист пополнил ряды казахстанского клуба «Мактаарал». Дебютировал за клуб 13 августа 2022 года в матче Кубка Казахстана против клуба «Тараз», выйдя на замену на 71 минуте. Свой первый матч в рамках казахстанской Премьер Лиги сыграл 26 августа 2022 года против карагандинского «Шахтёра». Футболист смог закрепиться в клубе, однако оставался игроком замены, появляясь на поле преимущественно на последних минутах матча. По окончании сезона покинул клуб.

### «Белшина»
В начале апреля 2023 года футболист присоединился к белорусскому клубу «Белшина», однако на матчи с основной команды футболиста заявить не могли из-за двухматчевой дисквалификации. Вскоре футболист был официально представлен в бобруйском клубе. Дебютировал за клуб 28 апреля 2023 года в матче против «Слуцка», выйдя на поле в стартовом составе. Дебютный гол за клуб забил 5 августа 2023 года в матче против «Сморгони». На протяжении всего сезона футболист был одним из ключевых игроков клуба, отличившись 2 забитыми голами и 2 результативными передачами. По итогу сезона вместе с клубом завершил чемпионат на последнем месте и вылетел в Первую лигу. По окончании срока действия контракта футболист покинул бобруйский клуб.

## Клубная статистика
| Игровая карьера | Игровая карьера | Игровая карьера | Лига | Лига | Кубок | Кубок | Межд. | Межд. | Др. | Др. |
| --------------- | --------------- | --------------- | ---- | ---- | ----- | ----- | ----- | ----- | --- | --- |
| 2020/21         | Суклея          | Б               | ?    | ?    | —     | —     | —     | —     | —   | —   |
| 2021            | Сморгонь        | А               | 2    | 0    | —     | —     | —     | —     | —   | —   |
| 2022            | Мактаарал       | А               | 3    | 0    | 2     | 0     | —     | —     | —   | —   |